# Nactus grevifer
Nactus grevifer — вид геконоподібних ящірок родини геконових (Gekkonidae). Ендемік Папуа Нової Гвінеї. Описаний у 2020 році.

## Поширення і екологія
Nactus grevifer мешкають на північному сході Нової Гвінеї, в провінціях Східний Сепік і Маданг.